# Heinrich Ruge
Heinrich Ruge (ur. 1 grudnia 1912, zm. 8 października 1946 w Hameln) – zbrodniarz hitlerowski, członek załogi obozu koncentracyjnego Neuengamme i SS-Unterscharführer. Skazany na karę śmierci w pierwszym procesie załogi Neuengamme przez brytyjski Trybunał Wojskowy w Hamburgu. Wyrok wykonano przez powieszenie w więzieniu Hameln.